# Druckfarbe

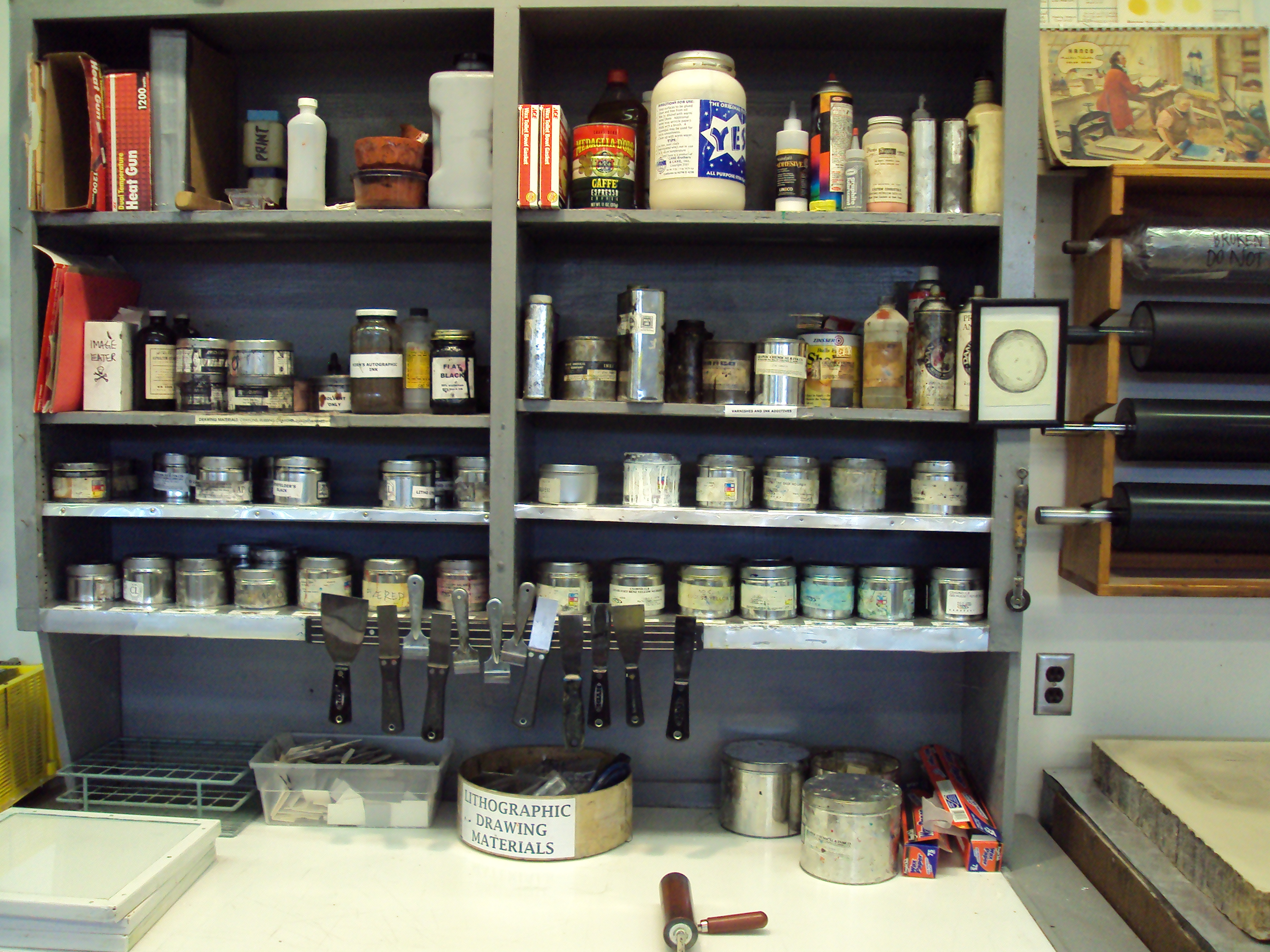
Druckfarben und -additive in einem lithographischen Druckstudio

Druckfarben sind farbmittelhaltige Gemische, die mit Hilfe einer Druckform auf einen Bedruckstoff übertragen werden. Druckfarben müssen in dünner Schicht (trockene Druckfarbenschichten im Offsetdruck und Flexodruck sind 1–3 µm dick, hingegen im Siebdruck bis zu 15 µm) einen intensiv gefärbten Farbfilm bilden. Dazu enthalten sie Farbmittel, in der Regel anorganische und organische Pigmente, Titandioxid oder Farbruß, sowie Lösemittel oder ein anderes Trägermedium.
Die Farbmittel müssen auf den Substraten in einem dauerhaften und mechanisch belastbaren Farbfilm eingebettet sein – dazu enthalten viele Druckfarben zusätzliche Bindemittel, die die Pigmente umhüllen.
Während des Druckvorgangs ist ein Übergang vom flüssigen Zustand, in dem die Druckfarbe auf der Druckmaschine und der Druckform verteilt und übertragen werden kann, in den trockenen, festen Zustand auf den Bedruckstoff erforderlich. Zur Erfüllung dieser Anforderung enthalten Druckfarben flüssige Komponenten, die durch Verdunsten, Wegschlagen (Eindringen) in den Bedruckstoff oder durch chemische Reaktion den Übergang flüssig/fest ermöglichen.

## Einteilung von Druckfarben
Je nach den Anforderungen des jeweiligen Druckverfahrens, der verwendeten Druckmaschinentechnik und den üblicherweise eingesetzten Bedruckstoffen (Substraten) kommen sehr unterschiedliche Druckfarbenformulierungen zum Einsatz.
Die Toner der elektrostatischen und die Tinten der Tintenstrahl-Druckverfahren sind keine Druckfarben nach der üblichen Definition. Die Bezeichnung Druckerschwärze für (schwarze) Druckfarbe wird fachsprachlich nicht mehr verwendet.

### Rollenoffset-Coldsetdruckfarben (Zeitungsdruck)
Mittels Rollenoffset-Coldsetdruckfarben werden Zeitungen und zeitungsähnliche Werbeschriften hergestellt. Die Farben trocknen durch Wegschlagen der Flüssigkomponente in den Bedruckstoff.
- 8–20 % Pigmente
- 25–35 % Polymere bzw. Harze (z. B. kolophoniummodifizierte Harze)
- 40–60 % Öle (Mineralöl, Pflanzenöl, modifiziertes Pflanzenöl)
- 2–5 % Additive

### Rollenoffset-Heatsetdruckfarben
Unter Verwendung der Heatsetdruckfarben werden Zeitschriften, Kataloge, Bücher und Werbeschriften hergestellt. Die Farben trocknen durch Verdunsten von Mineralölen mithilfe thermischer Energie, daher der Name „Heatset“.
- 8–15 % Pigmente
- 25–40 % Polymere bzw. Harze (kolophoniummodifizierte Harze und Kohlenwasserstoffharze)
- 30–45 % hochsiedende Mineralöle (Siedebereich 250–310 °C)
- 2–8 % Additive

### Bogenoffset-Druckfarben
Mittels Bogenoffset-Druckfarben werden Bücher, Werbeschriften, Zeitschriften, Verpackungen (z. B. für Lebensmittel oder Kosmetika), Kalender, Poster und Flyer hergestellt. Die Farben trocknen durch Wegschlagen und oxidative Trocknung (Polymerisation) von Pflanzenölen und deren Derivaten. Die Mehrzahl der heute in Europa produzierten Bogenoffset-Druckfarben ist mineralölfrei.
- 10–30 % Pigmente
- 25–35 % Polymere bzw. Harze (kolophoniummodifizierte Harze, Alkydharze)
- 30–40 % flüssige Komponenten (z. B. Pflanzenöl oder Mineralöl)
- 5–10 % Additive

### Illustrationstiefdruckfarben
In diesem Druckverfahren werden Zeitschriften, Kataloge und Werbeschriften in hohen Auflagen hergestellt. Die Farben trocknen durch Verdunsten von Toluol oder Ethylacetat, das in der Druckanlage rückgewonnen und wiederverwendet wird.
- 12–15 % Pigmente
- 20–30 % Polymere bzw. Harze (kolophoniummodifizierte Harze, Kohlenwasserstoffharze)
- 45–60 % Toluol oder Ethylacetat
- 2–5 % Additive

### Flüssigfarben (wasserbasiert)
In diesen Verfahren werden Verpackungen aus Papier, Karton und Folien sowie Tapeten, Geschenkpapiere, Hygienepapiere (Tissue) und Dekorpapiere bedruckt. Die Farben trocknen durch Verdunsten und Wegschlagen von Wasser.
- 15–25 % Pigmente
- 10–25 % Polymere bzw. Harze
- 35–60 % Wasser
- 8–12 % Additive

### Flüssigfarben (lösemittelbasiert)
In diesen Verfahren werden Verpackungen aus Folien und Verbundwerkstoffen sowie Dekorfolien bedruckt. Die Farben trocknen durch Verdunsten von Lösemitteln, die im Druckprozess aufgefangen werden.
- 12–18 % Pigmente
- 12–18 % Polymere bzw. Harze (z. B. Celluloseester, Polyurethane, Vinylpolymer)
- 35–65 % Lösemittel (Ethanol, Ethylacetat)
- 2–5 % Additive

### Strahlenhärtende Druckfarben
Diese Druckfarben kommen für spezielle Anwendungen in verschiedenen Druckverfahren zum Einsatz. Es werden unter anderem Verpackungen, Etiketten, Veredelungen, Kunststoffflaschen und Tuben bedruckt. Die Farben trocknen durch lichtinduzierte Polymerisation von Acrylat-Oligomeren und -Monomeren.
- 10–30 % Pigmente
- 40–80 % Acrylat-Oligomere und -monomere
- 10–20 % Additive (inklusive Photoinitiatoren)

## Allgemeine Anforderungen an Druckfarbe

### Optische Eigenschaften
Die Druckfarbe soll einen geforderten Farbton (Farbort, Farbstärke, Hell/Dunkel) auf einem Bedruckstoff realisieren. Oberflächenglanz, metallischer Glanz und Interferenzerscheinungen lassen ein Druckprodukt hochwertiger erscheinen. Teilweise werden Glanzeffekte auch durch Lacke erzielt.
Die optischen Eigenschaften sind abhängig von dem Druckverfahren, dem Bedruckstoff, dem Standort des Betrachters, sowie der Lichtquelle, unter der das Druckprodukt betrachtet wird.
Glanzeffekte sind abhängig vom Betrachtungswinkel des Beobachters.

### Mechanische Eigenschaften
Die mechanischen Eigenschaften von Druckfarben werden auch rheologische Eigenschaften genannt. Die Vielzahl unterschiedlicher Druckverfahren und Bedruckstoffe erfordert unterschiedliche Druckfarben. Druckfarben für Druckprozesse, bei denen der Farbauftrag durch Walzen erfolgt (Offsetdruck, Flexodruck, Tiefdruck) erfordern einen guten Transport der Farbe über die Farbwalzen.
Der Farbtransport wird über die Zügigkeit der Farbe bestimmt. Sie ist ein komplexes Verhältnis von Viskosität, Kohäsion und Adhäsion und wird als tack in der Druckfarbenprüfung gemessen.

### Chemische und physikalische Eigenschaften
Die chemischen und physikalischen Eigenschaften bestimmen maßgeblich das Trocknungsverhalten einer Druckfarbe.
Das Wegschlagen bezeichnet das Eindringen einer Druckfarbe in einen Bedruckstoff. Wegschlagende Farben sind Farben, die aus einem Träger (oftmals ein Leinölderivat) und einem Pigment sowie einem Firnisbildner bestehen. Im einfachsten Fall besteht die Farbe nur aus Pigment und Leinöl. Das Wegschlagen einer Druckfarbe muss für einen qualitativ hochwertigen Druck genau definiert sein. Dabei spielt auch der Bedruckstoff eine entscheidende Rolle.
Die Oxidation des Bindemittels ist ein chemischer Prozess, der ebenfalls oft zur Trocknung von Druckfarben beiträgt. Die Oberfläche der Druckfarbe wird durch den dünnen Auftrag auf den Bedruckstoff gegenüber dem Volumen stark vergrößert. Der Sauerstoff aus der Umgebungsluft greift die Doppelbindungen des Bindemittels an. Es startet eine Kettenreaktion der Bindemittelkomponenten, die zur Vernetzung zu einem 3-dimensionalen, stabilen Gebilde innerhalb der gedruckten Farbschicht führt. Bei physikalisch trocknenden Druckfarben erfolgt die Verfestigung auf dem Druckträger durch Verdampfung / Verdunstung des flüchtigen Bestandteils der Druckfarbe oder durch Strahlenhärtung. Als flüchtige Bestandteile werden Wasser (lösemittelfreie Druckfarben) oder Alkohole, Ester, Ketone (in der Regel für Verpackungsdruckfarben), Toluol (für Illustrationstiefdruckfarben) oder hochsiedende Mineralöle (Rollenoffsetfarben) eingesetzt. Strahlenhärtende Druckfarben (Offset- oder Flexodruckfarben) werden durch radikalische Polymerisation der ungesättigten Polymere gehärtet – ausgelöst durch UV-Strahlen (ultra violett, Wellenlänge unterhalb des sichtbaren Bereichs zwischen 120 und 380 nm) oder durch ESH (Elektronenstrahlhärtung). Diese Aushärtung erfolgt in weniger als einer Sekunde. Die Druckfarben haben hohe Beständigkeiten (vernetzt) und sind lösemittelfrei.
Die Toxikologischen Eigenschaften von Druckfarben sind vor allem für den Einsatz von Druckprodukten zur Verpackung von Lebensmitteln, aber auch bei Spielzeug und Hygieneprodukten von entscheidender Bedeutung.
Die Physikalische Beständigkeit einer Druckfarbe ist die Widerstandsfähigkeit gegenüber mechanischen Belastungen und Strahlung. Prüfgrößen sind daher zum Beispiel die Abrieb-/Scheuerfestigkeit und Wischfestigkeit. Die Lichtechtheit wird vor allem durch die Beständigkeit der Farbe gegenüber UV-Strahlung bestimmt.
Die Chemische Beständigkeit ist die Widerstandsfähigkeit gegenüber chemischen Reaktionen mit jeglicher Art von Stoffen. Die chemische Beständigkeit ist eine Anforderung, die vor allem an Verpackungen gestellt wird. Je nach Einsatzzweck werden Lösemittelbeständigkeit, Fettbeständigkeit (Butter), Säurebeständigkeit (z. B. Essig), Basenbeständigkeit (z. B. Reinigungsmittel), Speichel (z. B. Kinderspielzeug, Süßigkeiten), Schweiß, Milch etc. gefordert. Diese sind durch entsprechende Normen und Verordnungen wie zum Beispiel DIN ISO 12040, DIN ISO 2836, DIN EN 71, EN 646 und Verordnung (EU) 10/2011 geregelt.

### Dispergierung
Für den Offsetdruck spielt neben der verständlichen Wasserechtheit die Dispergierung der Pigmente im Druckfarbenfirnis eine wichtige Rolle. Eine schlechte Dispergierung (feinste Verteilung) führt zu Pigmentagglomeraten (Pigmentklumpen), die bei Schichtdicken um 1 µm durch aus der Schichtoberfläche herausragende Agglomerate eine Verminderung der Farbstärke und des Glanzes zur Folge haben. Betroffen ist dadurch ebenfalls die Transparenz. Die Dispergierung erfolgt zum einen während der Druckfarbenherstellung und zum anderen zusätzlich im Walzenfarbwerk der Offsetdruckmaschine.

## Bestandteile von Druckfarbe
Druckfarben bestehen aus:
- Farbmitteln (Pigmente oder Farbstoffe)
- Bindemitteln (Harze und Polymere)
- Lösungsmittel (organische Lösemittel, Reaktivverdünner oder Wasser)
- Additive, zum Einstellen spezifischer Eigenschaften

### Farbmittel
Farbmittel werden in Pigmente oder Farbstoffe unterteilt. Pigmente liegen in Form von anorganischen und organischen, farbigen, schwarzen oder weißen Materialien vor und sind im Verarbeitungsmedium praktisch unlöslich. Farbstoffe hingegen verlieren im Verarbeitungsmedium ihre Kristall-/Partikelstruktur und lösen sich darin.
Eine Sonderrolle nehmen die Effektpigmente auf Basis von Metallschliffen und Glimmer ein.

### Bindemittel
Bindemittel dienen dazu, die Farbmittel zu benetzen und eine beständige Bindung mit dem Substrat zu ermöglichen. Ihre Auswahl erfolgt nach Druckverfahren, Substrat und Anforderungen des Endprodukts. Bindemittel liegen im Farbsystem in Lösemittel gelöster Form oder in disperser Form vor.
Ihre grundlegende Eigenschaft ist die Ausbildung einer für den Druckprozess erforderlichen Rheologie die erst den Farbtransport mittels Lösungsmittel von der Druckform zum Substrat ermöglicht. Weiterhin ermöglicht sie die Ausbildung eines Farbfilms beim Trocknen der Druckfarbe der die späteren Eigenschaften des Druckes entscheidend mitbestimmt.

#### Harze
Grundstoff der Hartharze ist Kolophonium (Baumharz) aus Portugal, Brasilien, Mexiko oder China. Durch chemische Modifikation wird gezielt eingestelltes Hartharz hergestellt. Hartharze bilden einen harten bis spröden Film auf der Oberfläche des Bedruckstoffes aus.
Grundstoff der Flüssigharze (Alkyde) sind Leinöl oder Sojaöl. Druckfarben aus Flüssigharzen bilden einen weniger spröden Farbfilm und die Benetzung der Pigmente bei der Herstellung wird erleichtert.

#### Druckfarbenfirnisse
Im Buch- und Offsetdruck werden Firnisse als Bindemittel eingesetzt. In diesen Druckfarben werden nahezu alle mechanischen, physikalischen und chemischen Endeigenschaften durch die Firnisse bestimmt.
Mischungen mit ungefähr gleichen Anteilen aus Harzen und Ölen werden als Firnisse bezeichnet. Harze haben eine sehr hohe molare Masse und liegen daher „kolloid“ gelöst vor. Beim Mischvorgang nehmen sie Öle in sich auf und quellen dadurch auf. Es werden Pflanzenöle (native Öle) und mineralische Öle eingesetzt.

### Lösemittel
Als Lösemittel werden organische Lösemittel, Wasser und Reaktivverdünner eingesetzt. Ihre Aufgabe ist es, die Inhaltsstoffe wie Pigmente, Bindemittel oder Additive in dispergierter und/oder gelöster Form aufzunehmen und den Transport über die Druckform auf das Substrat zu ermöglichen.
Nach dem Druckprozess entweicht das Lösungsmittel aus der gedruckten Schicht durch Trocknung/Verdunstung oder Wegschlagen; teilweise wird es bei der Polymerisation in den Farbfilm eingebunden.

### Additive
Additive können unterstützend bei der Produktion der Druckfarben sowie zur Optimierung der Druckfarbe eingesetzt werden, um auf spezifische Anforderungen des Endproduktes oder bei der Applikation Einfluss zu nehmen. Bei der Produktion der Druckfarben werden unterstützend Dispergieradditive und Entschäumer eingesetzt, zur Erreichung spezieller Anforderungen und zur Unterstützung der Applikation werden Substratnetzmittel, Entschäumer, Wachse und Gleitmittel eingesetzt.

## Herstellung von Druckfarben
Bei der Herstellung von Druckfarben unterscheidet man grob zwei Fertigungsbereiche:
- Herstellung der pigmentierten/farbgebenden Komponente: Hier werden die Pigmente durch Mahl-/Reibprozesse auf die zur Erzielung der gewünschten Farbstärke erforderlichen Teilchengröße dispergiert und als disperse Teilchen im Medium (Lösungsmittel und/oder Bindemittel, Additiv) gelöst. Das Produkt wird durch Zugaben von Bindemitteln/Firnis aufgelackt und entweder als Konzentrat oder druckfertig eingestellte Komponente an die Druckerei geliefert.
- Herstellung der nicht pigmentierten/farbgebenden bindemittelbasierten Produkte: Hier werden die verschiedensten Bindemittel im Lösungsmittel gelöst, bzw. als Dispersionen (bei wässrigen Systemen) kombiniert und mit Additiven versetzt, um die für den Druckfarbentyp und die für die finale Applikation gewünschten Eigenschaften zu erzielen. Diese werden als Zwischenprodukte für die weitere interne Verwendung bei der Druckfarbenfertigung wie auch als Verschnitt-/Firniskomponente an die Druckerei geliefert.

## Prüfung von Druckfarben
Bei der Prüfung von Druckfarben werden die für das jeweilige Druckverfahren spezifischen Kenngrößen und farbrelevante Parameter für das gedruckte Endprodukt untersucht. Beispiele für spezifische Kenngrößen bilden die Viskosität, der Festkörpergehalt, der Farbort, die Farbstärke oder der pH-Wert. Als Beispiele für farbrelevante Parameter für das gedruckte Endprodukts sind der Abrieb, der Glanz, die Verbundhaftung, die Spaltfestigkeit und die Knitterbeständigkeit zu nennen.

## Auftrag der Farbe
Der Auftrag der Druckfarbe auf dem Bedruckstoff (Applikation) erfolgt bei allen Druckverfahren in zwei Schritten. Zunächst wird die Druckfarbe auf die Druckform aufgebracht. Anschließend erfolgt eine Übertragung der Druckfarbe auf den Bedruckstoff. Der Auftrag und die Dosierung der Druckfarbe auf die Druckform und der Übertrag von der Druckform auf den Bedruckstoff variieren je nach Druckverfahren.

## Druckveredelung
Die Druckveredelung stellt die Behandlung des Bedruckstoffes nach dem eigentlichen Druck dar. Sie trägt zur besseren Haltbarkeit und zum besseren Aussehen des bedruckten Stoffes bei. Die Druckveredelung wird vor allem dann eingesetzt, wenn eine gewisse Scheuerfestigkeit erreicht werden soll. Um diesen Prozess durchführen zu können, muss die Druckfarbe vollständig getrocknet sein. Des Weiteren ist es wichtig, dass der Bedruckstoff frei von Scheuerschutzpasten, Silikonen und Wachsen ist. Es ist zu beachten, dass auf Grund der nachträglichen Behandlung des Bedruckstoffes Farbtöne verändert werden können.

### Lacke
Lacke dienen dem Schutz der bedruckten Oberfläche, der Optimierung geforderter Eigenschaften wie beispielsweise dem Abrieb und der Erzielung spezieller Designeffekte (z. B. Spotlackierung). Lacke sind auf Basis aller bekannten Systeme (wasserbasiert, lösemittelbasiert, UV-basiert) verfügbar.

### Dispersionslacke
Die Dispersionslacke werden in der Druckmaschine über ein Lackwerk auf den Bedruckstoff gebracht. Auf Grund ihres hohen Wasseranteils werden Dispersionslacke auch Wasserlack genannt. Filmbildend ist eine Polymerdispersion aus modifizierten Acrylaten und eine Harzlösung (Firnis). Trocknung durch Verdampfung des Hauptanteils an Wasser. Es gibt weder eine störende Geruchsbildung, noch ein Vergilben. Ein weiterer Bestandteil sind Wachse (Scheuerfestigkeit und Gleitfähigkeit) und Benetzungsmittel.
Dispersionslacke werden vor allem im Offsetdruck eingesetzt, um den Bedruckstoff haltbarer zu machen, ihm ein hochwertiges Aussehen zu verleihen und als Schutz.

## Wirtschaft
Die historische Buchdruckfarbe war schwarz und wurde im Wesentlichen aus Ruß und Leinöl erzeugt. Lange Zeit war dies auch mit geringeren Kosten gegenüber dem Farbdruck verbunden. Moderne Druckfarben sind hochkomplexe Stoffgemische, so dass sich im Laufe der technischen Entwicklung die Preise angenähert haben.
Im Jahr 2011 betrug der weltweit mit Druckfarben erzielte Umsatz rund 20 Mrd. US-Dollar. Während der Druckfarben-Verbrauch für klassische Printmedien (zum Beispiel Bücher, Zeitungen, Werbekataloge) zurückgeht, steigt die Nachfrage für Verpackungen, Etiketten und Digitaldruck (zum Beispiel Fotobücher). Von den Druckfarben, die im Jahr 2023 verkauft wurden, basierten 35,5 % auf Mineralöl, 29,6 % auf Lösungsmitteln und 21,7 % auf Wasser. Zunehmend wird versucht, Druckfarben umweltverträglicher zu machen, etwa durch Verringerung des Mineralöl-Anteils oder Verzicht auf giftige Schwermetalle. Insgesamt wächst der Druckfarbenmarkt derzeit weltweit im Durchschnitt um rund 1 % pro Jahr.